# 波格羅姆尼火山
波格羅姆尼火山是美國的火山，位於烏尼馬克島西南端，由阿拉斯加州負責管轄，屬於阿留申山脈的一部分，海拔高度2,002米，山體由玄武岩組成。

## 外部連結
- http://www.bartleby.com/69/66/P06166.html （页面存档备份，存于）
- http://www.avo.alaska.edu/volcanoes/volcact.php?eruptionid=273&volcname=Westdahl （页面存档备份，存于） Eruption dates?
- http://www.volcano.si.edu/world/volcano.cfm?vnum=1101-34- （页面存档备份，存于）

54°34′08″N 164°41′52″W / 54.56889°N 164.69778°W